# Калужский 5-й пехотный полк
5-й пехотный Калужский Императора Вильгельма I полк, с 26.07.1914 — 5-й пехотный Калужский полк — пехотная воинская часть Русской императорской армии. Входил в состав 2-й пехотной дивизии.
- Старшинство — 28 августа 1805 г.
- Полковой праздник — 30 августа.

## Места дислокации
- 1820 год — г. Рига[2].
- С 4 сентября 1873 года по 1888 год  — в Симбирске[3].
- С 1888 года  — в Брестской крепости.
- Позже — Новогеоргиевск (ныне Модлин) Варшавской губернии.

## История
- 29 августа 1805 года — Из батальонов, отделённых по одному от Софийского и Литовского полков сформирован Калужский мушкетёрский полк.

- 1806—1807 годы — В ходе русско-прусско-французской войны полк принимал участие в боях при Прейсиш-Эйлау, при Гейльсберге, Кенигсберге.
- 1808—1809 годы — Полк участвовал в русско-шведской войне.
- 22 февраля 1811 года — Калужский пехотный полк.
- 1812 год — Участвовал в Отечественной войне, отличился в бою под Клястицами, также действовал в первом сражение под Полоцком, позднее в боях при Чашниках и при Смолянах. Запасной батальон полка вошел в гарнизон Рижской крепости и принял участие в бою при Гросс-Экау.
- 1813—1814 годы — Полк участвовал в осаде Магдебурга, в сражениях при Лютцене и при Бауцене, затем в составе Богемской армии участвовал в сражениях под Дрезденом, при Ноллендорфе, под Лейпцигом, в блокаде Страсбурга, в боях при Бар-сюр-Об, Труа, Лаоне, Фер-Шампенуазе и во взятии Парижа. В сражении при Бар-Сюр-Об семнадцатилетний принц Вильгельм Прусский (будущий император Германии Вильгельм I) увлёк за собой в атаку Калужский полк, за что был награждён русским Георгиевским и Железным прусским крестами[4].
- 6 февраля 1818 года — Пехотный принца Вильгельма Прусского полк.
- 1831 год — Полк участвовал в подавлении Польского восстания, в частности в штурме Варшавы.
- 28 января 1833 года — Присоединён 3-й морской полк.
- 24 мая 1833 года — 1-й батальон морского полка отчислен в Невский морской полк, взамен его поступил 2-й батальон 1-го морского полка.
- 25 июля 1840 года — Пехотный принца Прусского полк.
- 19 марта 1857 года — Калужский пехотный Принца Прусского полк.
- 23 декабря 1860 года — Калужский пехотный Его Величества Короля Прусского полк.
- 1863 год — Подразделения полка приняли участие в подавлении польского восстания, в частности в бою при Семятичах, в обороне станции Гродно.
- Стела в память о 5-м пехотном Калужском полку у УВВИУС (Ульяновск). 25 марта 1864 года — 5-й пехотный Калужский Его Величества Короля Прусского полк.
- 17 февраля 1871 года — 5-й пехотный Калужский Его Императорского Королевского Величества Императора Германского и Короля Прусского полк.
- 1877—1878 годы — Полк участвовал в русско-турецкой войне.

Около трёх часов дня (28 августа 1877 года) Скобелев вызвал на Рыжую гору, куда он переместился вместе со штабом, командира Калужского полка полковника Эльжановского, поставил перед ним задачу овладеть вторым гребнем Зелёных гор и укрепиться на нём. Для прикрытия флангов полка выделялись по две казачьи сотни. Второй гребень Скобелеву было приказано атаковать в десять часов утра, но он рассчитал, что, взяв гребень поближе к вечеру, обезопасит себя от контратак, так как ночью турки вряд ли попытаются возвратить его.
Неприятель заметил движение пехотных цепей и обрушил на них огонь артиллерии всего своего фланга. Скобелев наблюдал за наступлением, через ординарцев давал указания: скопления не должно быть, двигаться цепью, резервам — следом за наступающими. От командира полка Скобелев получил следующее донесение: «Я дошёл до неприятельской цепи, которая открыла огонь шагах в 500. Мы стоим по обеим сторонам шоссе. Прошли от нашей позиции версты две. Артиллерийский огонь открыт с малых укреплений; ожидаю приказания. Полковник Эльжановский».
Но не успел Скобелев ответить на записку, как усиливающаяся стрельба была заглушена криком «ура!», который, постепенно удаляясь, становился еле слышным. Скобелев, пустив в карьер свою лошадь, выскочил на второй гребень, но никого на нём не нашёл. Батальоны преследовали турок, и тут Скобелев понял, чем это грозит полку. Турки вводили в бой резервы, явно превосходившие по численности наступавших. Немедленно следует команда: «Атаку прекратить! Отражать турок огнём с места». Полк залёг. Но в пылу боя, когда командир полка был тяжело контужен, кто-то из офицеров поднял полк, калужцы снова пошли в атаку и с криками «ура!» бросились на турок; короткая, но кровопролитная рукопашная схватка, и вот неприятель бежит, преследуемый солдатами. Бой уже на третьем гребне, турки оставляют позиции, а через некоторое время их выбивают из укреплённых лагерей. Так наступавшие оказались у самого редута, из которого на них обрушился град снарядов и пуль. Невзирая на потери, калужцы спустились к ручью, а отдельные перебрались через него и лезли по скату к редуту. Скобелев быстро оценил обстановку. С большим трудом удалось ординарцам остановить калужцев и отвести назад.
Тяжело пришлось отступавшим, оторвавшимся от своего прикрытия с флангов. Воспользовавшись их незащищённостью, от редутов и со стороны Плевны двинулись колонны пехоты, поддерживаемые конницей. Отбиваясь от наседавших турок, калужцы отошли ко второму гребню. Но самые тяжёлые минуты боя позади. Скобелев лично возглавил атаку и своим «Вперёд, ребята!» увлёк за собой батальоны и отбросил турок.

Но Осман-паша, как предполагалось, не желал мириться с потерей Зелёных гор и двинул против Скобелева новые резервы. Противники сходились и расходились в атаках ещё несколько раз. Скобелев был в самой гуще сражения. Если учесть, что бой происходил в зарослях кукурузы и виноградников, то лишь дым выстрелов и разрывы свидетельствовали, у кого дела шли успешнее. В решающую минуту боя Скобелев приказал казакам обойти виноградники и ударить с тыла. Туркам пришлось искать спасения в редутах. Второй гребень остался в руках русских. День подходил к концу, и Скобелев отдал распоряжение убрать раненых, объединить разрозненные подразделения калужцев и приступить к возведению укреплений.— 
- 27 февраля 1888 года — 5-й пехотный Калужский Императора Вильгельма I полк.
- 26 июля 1914 года — 5-й пехотный Калужский полк.
- 3—4 сентября 1916 года — в ходе Первой мировой войны в боях под Сморгонью 3-й батальон полка участвовал в первой газовой атаке со стороны русских войск.

## Шефы полка
- 04.09.1805 — 11.10.1806 — генерал-майор князь Урусов, Александр Петрович
- 23.10.1806 — 01.09.1814 — полковник (с 12.12.1807 генерал-майор, с 15.09.1813 генерал-лейтенант) Казачковский, Кирилл Фёдорович
- 06.02.1818 — 27.02.1888 — принц Вильгельм Прусский
- 27.02.1888 — 16.06.1888 — император Германский король Прусский Фридрих III

## Командиры полка
(Командующий в дореволюционной терминологии означал временно исполняющего обязанности начальника или командира).
- 29.08.1805 — 14.11.1805 — командующий полковник Семёнов, Михаил Николаевич
- 14.11.1805 — 05.01.1806 — командующий подполковник фон Гооль, Даниил Васильевич
- 05.01.1806 — 23.03.1806 — командующий подполковник Апостолеев, Иван Петрович
- 23.03.1806 — 11.10.1806 — подполковник (с 23.04.1806 полковник) Дебу, Осип Львович
- 14.04.1807 — 21.01.1809 — полковник Апостолеев, Иван Петрович
- 03.03.1810 — 03.11.1811 — подполковник Обухов, Сергей Трофимович
- 19.12.1811 — 25.04.1815 — майор (с 18.10.1812 подполковник, с 05.12.1813 полковник) Савинич, Иван Алексеевич
- 25.04.1815 — 01.06.1815 — полковник Каховский, Михаил Иванович
- 01.06.1815 — 12.12.1824 — полковник Гурко, Иосиф Александрович
- 12.12.1824 — 28.02.1829 — полковник Марков 4-й
- 21.04.1829 — 16.04.1831[6] — командующий подполковник (с 15.09.1830 полковник) Гоферланд 1-й
- 25.04.1831 — 24.05.1833 — подполковник (с 31.03.1831 полковник) Точинский, Игнатий Павлович
- 24.05.1833 — 14.05.1836 — полковник Мисевский, Пётр Лаврентьевич
- 14.05.1836 — 20.04.1844 — полковник (с 08.09.1843 генерал-майор) Мейер, Игнатий Андреевич
- 20.04.1844 — 01.01.1847 — полковник Картамышев, Иван Николаевич
- 01.01.1847 — 20.04.1851 — полковник (с 06.12.1849 генерал-майор) Бабкин, Григорий Данилович
- 15.05.1851 — 09.09.1862 — подполковник (с 17.10.1854 полковник) Дубачинский, Фёдор Данилович
- 09.09.1862 — 15.09.1869 — полковник Вернер, Адольф Иванович
- 15.09.1869 — 30.08.1873 — полковник Давыдов, Вадим Денисович
- 30.08.1873 — 25.01.1876 — полковник Бракель, Павел Карлович
- 27.01.1876 — 25.04.1878 — полковник Эльжановский, Казимир Юлианович
- 01.06.1878 — 08.09.1882 — полковник Обер, Владимир Лаврентьевич
- 14.09.1882 — 29.03.1887 — полковник (с 25.03.1887 генерал-майор) Корсаков, Дмитрий Николаевич
- 29.03.1887 — 13.06.1894 — полковник Коробка, Александр Фёдорович
- 21.06.1894 — 20.05.1896 — полковник (с 14.11.1894 генерал-майор) Зейдер, Евстафий Карлович
- 10.06.1896 — 17.03.1899 — полковник Масалов, Павел Гаврилович
- 02.04.1899 — 10.07.1899 — полковник Чутовский, Иван Кирьякович
- 12.07.1899 — 15.02.1900 — полковник Зернец, Николай Андреевич
- 24.02.1900 — 20.03.1906 — полковник Короев, Константин Спиридонович
- 20.03.1906 — 29.11.1908 — полковник Коновалов, Константин Николаевич
- 04.12.1908 — 11.04.1911 — полковник Паландер, Владимир Карлович
- 11.04.1911 — 07.03.1913 — полковник Бицютко, Константин Яковлевич
- 26.04.1913 — хх.08.1914[7] — полковник Зиновьев, Николай Петрович
- 22.10.1914 — 26.07.1915 — полковник Кузнецов, Сергей Алексеевич
- 02.09.1915 — 30.11.1916 — полковник Кабалов, Александр Иванович
- 31.03.1917 — хх.хх.хххх — полковник Лукьянов, Александр Дмитриевич

## Знаки отличия
1. Полковое знамя Георгиевское с надписями: «За взятие Ловчи 22 Августа 1877 года» и «1805—1905». С Александровской юбилейной лентой. Высочайший приказ от 28.08.1905 г.
2. Поход («гренадерский бой») за военное отличие. Пожалован 13.04.1813 г.
3. Знаки на головные уборы с надписью: «За отличие». Пожалованы 27.04.1814 г. за отличие в сражении при Бар-Сюр-Обе 15.02.1814 г.
4. Георгиевские трубы с надписью: «За Варшаву 25 и 26 Августа 1831 г.». Пожалованы 6.12.1831 г.

В полку имелись ленты на знамя, пожалованное королём Прусским в 1868 г. На знамя 4-го батальона лента пожалована 19.07.1888 г.

## Нагрудный знак
Утверждён 8.7.1911 г. Золотой крест, покрытый голубой эмалью, с золотыми ободком и шариками. На концах креста изображены золотом юбилейные даты: «1805-1905» и «100 лет», а также вензель Императора Германского Вильгельма I, бывшего Шефом полка с 1818 по 1888 г. и имя которого полк носил вплоть до 1914 г. В центре на красной прозрачной эмали золотой накладной вензель Императора Николая II. Знак лежит на золотом венке из лавровых и дубовых ветвей.

## Известные люди, служившие в полку
- Дубровин, Александр Иванович — идеолог черносотенцев;
- Смолин, Пётр Петрович — орнитолог;
- Цёге-фон-Мантейфель, Николай Максимович — генерал-лейтенант.
- Кошко, Аркадий Францевич — вольноопределяющийся, подпрапорщик, подпоручик.

## Галерея памятников в Болгарии
- Памятник 5-му Калужскому полку
- Памятник погибшим в третьей атаке Плевны 5-го Калужского полка
- Памятник погибшим в третьей атаке Плевны 5-го Калужского полка
- Памятник Калужскому полку